# ガルバニック皮膚反応
ガルヴァニック皮膚反応（ガルヴァニックひふはんのう：Galvanic Skin Response (GSR)）とは、
電気皮膚活動(でんきひふかつどう：Electrodermal activity (EDA))として認識されているもののうちの一つ。EDAとは、皮膚の電気的特性が連続的に変化する人体の特性を表す。
EDAは歴史的に、ガルバニック皮膚反応 (galvanic skin response (GSR))、電気皮膚反応(electrodermal response (EDR)), 精神電流反射(psychogalvanic reflex (PGR)), 皮膚コンダクタンス反応(skin conductance response (SCR)), 交感神経皮膚反応(sympathetic skin response (SSR))、皮膚コンダクタンス水準(skin conductance level (SCL))として知られて来た。
さまざまな分野における自発的及び受動的な皮膚の電気的性質の研究はその長い歴史ゆえに多くの呼称をもたらす結果となった。現在は電気皮膚活動（EDA）という呼称で標準化されている。
EDAの伝統的な理論は皮膚の汗腺の状態で皮膚抵抗が変化することに基づく。汗は交感神経系によってコントロールされているため、皮膚コンダクタンスは心理的または身体的興奮の兆候だというものだ。
もし自律神経系の交感神経側が興奮した場合、汗腺の活動は活発化され、皮膚コンダクタンスの上昇につながる。このように、皮膚コンダクタンスは感情的または交感神経系の反応の指標になりうる。
より最近の研究と更なる現象(抵抗、電位、インピーダンス、電気化学皮膚コンダクタンス、アドミタンス、反応として現れる場合もあれば、自発的な場合もある)はEDAは見かけより複雑であることを示唆しており、その源と重要性についての研究が続いている。

## 歴史
1849年、ドイツの Dubois-Reymondによる実験が、人間の皮膚の電気的な活性についての初めての記録と考えられている。この実験ではEDAの観察結果は筋肉の活動に由来すると考えられた 。 1878年にはスイスで、HermannとLuchsingerがEDAと汗腺との関係を実証した。
EDAを精神活動に関連付けた最初の研究者はフランスのVigourouxで、1879年に精神的苦痛を受けている患者の研究の一環としての試みだった。 1888 年には、フランスの神経学者フェレは、皮膚の抵抗活動が感情的な刺激によって変化する可能性があり、その活動が薬物によって抑制される可能性があることを実証した。
さらに1889年ロシアでは、Ivane Tarkhnishviliが、外部刺激がない皮膚電位の変化を観察し、変化をリアルタイムで観察するための計測器を開発した
。
このような経過を経て、1900年代初頭にはEDAを明確な対象とした科学的研究が始まった。 精神分析におけるEDA機器の使用に関する最初の文献の1つは、ユングによる「単語分析の研究」(1906年)だ
 。
ユングと彼の同僚は、EDA計測器を使用して、単語連想中の単語のリストに対する患者の感情的な感受性を評価した
。
ユングはEDAの観測結果と精神状態との関連付けに強い関心を示したことが伝わっている
。
オーストリアの精神分析学者ヴィルヘルム・ライヒも、1935年と1936年にオスロ大学の心理学研究所で行った実験でEDAを計測した。
1972年までに、皮膚電気活動に関する1500以上の記事が専門誌に掲載され、今日ではEDAは人間の心理生理学的現象を調査するための最も一般的な方法と見なされている。 
2013年の時点で、EDAモニタリングの臨床応用は依然として増加している。

## 応用
EDAは自律神経系の活動の一般的な尺度であり、心理学研究で長く使用されてきた。
ブライトン・アンド・サセックスメディカルスクールの精神科長であるHugo D. Critchleyは「ユーザーが不安をコントロールするのを助けることを目的とした、ユーザーのストレス反応の指標」として利用できると述べている
。 
EDAは、脳波ベースのモニタリングに比較して安価で、被験者の負担が小さい方法として、個人の神経学的状態や心理的ストレスを評価するために使用される。
EDA測定機は、嘘発見器として使用されるポリグラフデバイスを構成する1要素でもある。
サイエントロジー教会が「監査」と「セキュリティ チェック」の実践の一環として使用するEメーターは、実は特注のEDA測定装置だ。
またEDAは、未熟児の疼痛評価の方法としても研究されている。
このようなさまざまな応用の中で、多くの場合EDAは他の自律神経に依存する変数である心拍数、呼吸数、血圧との組み合わせでモニタされる。

## 付記
1. ↑  Boucsein, Wolfram (2012). Electrodermal Activity. Springer Science & Business Media. p. 2. ISBN 978-1-461-41126-0 2015年10月20日閲覧。
2. ↑  Critchley, Hugo D. (April 2002). “Book Review: Electrodermal Responses: What Happens in the Brain”. The Neuroscientist 8 (2):  132–142. doi:10.1177/107385840200800209. PMID 11954558 2015年4月15日閲覧. "Electrodermal activity (EDA) is now the preferred term for changes in electrical conductance of the skin, including phasic changes that have been referred to as galvanic skin responses (GSR)"
3. ↑  Boucsein, Wolfram (2013-04-17). Electrodermal Activity. Springer Science & Business Media. p. 1. ISBN 9781475750935
4. ↑  Martini, Frederic; Bartholomew, Edwin (2001). Essentials of Anatomy & Physiology. San Francisco, California: Benjamin Cummings. p. 263. ISBN 978-0-13-061567-1
5. ↑  Carlson, Neil (2013). Physiology of Behavior. New York City: Pearson Education, Inc.. ISBN 978-0-205-23939-9
6. ↑  Boucsein, Wolfram (2012). Electrodermal Activity. Springer Science & Business Media. p. 3. ISBN 9781461411260 2015年4月16日閲覧。
7. 1 2  Boucsein, Wolfram (2012). Electrodermal Activity. Springer Science & Business Media. p. 4. ISBN 9781461411260 2015年4月16日閲覧。
8. ↑  Society for Neuroscience (2011). SfN 2010 - Nano, Theme H, Featured Lectures, Special Lectures, Symposia/Minisymposia, Workshops, Satellites, and Socials. Coe-Truman Technologies. ISBN 978-161-330001-5 2017年2月28日閲覧。
9. ↑  Handbook of Clinical and Experimental Neuropsychology (eds. Gianfranco Denes, Luigi Pizzamiglio). Psychology Press, 1999. ISBN 9780863775420. Page 33.
10. ↑  Daniels, Victor. “Notes on Carl Gustav Jung”. Sonoma State University.   Sonoma State University. 2015年4月4日閲覧。 “By 1906 [Jung] was using GSR and breath measurement to note changes in respiration and skin resistance to emotionally charged worlds. Found that indicators cluster around stimulus words which indicate the nature of the subject's complexes...Much later L. Ron Hubbard used this approach in Scientology's "auditing," using the "e-meter" (a galvanic skin response indicator) to discern the presence of complexes.”
11. ↑  The Biofeedback Monitor Archived 2008-09-15 at the Wayback Machine.
12. ↑  “You can learn control of how your skin talks”. The San Bernardino County Sun. San Bernardino, California: The San Bernardino County Sun. (1977年10月11日). p. 12 2015年4月8日閲覧. "Current research using the skin's electrical activity as a communications medium between patient and therapist looks promising in such stress problems as drug abuse, alcoholism, neuroses and other tension states."
13. ↑  Binswanger, L. (1919). “XII”. In Jung, Carl. Studies in Word-Association. New York, NY: Moffat, Yard & company. pp. 446 et seq 2015年3月30日閲覧。
14. ↑  Brown, Barbara (1977年11月9日). “Skin Talks -- And It May Not Be Saying What You Want To”. Idaho State Journal. Pocatello, Idaho: Field Enterprises, Inc.. p. 32 2015年4月8日閲覧。
15. ↑  Mitchell, Gregory. “Carl Jung & Jungian Analytical Psychology”. Mind Development Courses. 2015年4月9日閲覧。
16. ↑  Reich, W. "Experimentelle Ergebnisse ueber die electrische Funktion von Sexualitat und Angst" (Sexpolverlag, Copenhagen, 1937). Translated as "Experimental investigation of the electrical function of sexuality and anxiety" in Journal of Orgonomy, Vol. 3, No. 1-2, 1969.
17. ↑  Boucsein, Wolfram (2012). Electrodermal Activity. Springer Science & Business Media. p. 7. ISBN 9781461411260 2015年4月10日閲覧。
18. ↑  Ogorevc, Jaka; Geršak, Gregor; Novak, Domen; Drnovšek, Janko (November 2013). “Metrological evaluation of skin conductance measurements”. Measurement 46 (9):  2993–3001. Bibcode: 2013Meas...46.2993O. doi:10.1016/j.measurement.2013.06.024.
19. ↑  Mendes, Wendy Berry (2009). “Assessing Autonomic Nervous System Activity”. In Harmon-Jones, E.; Beer, J.. Methods in Social Neuroscience. New York: Guilford Press. ISBN 978-1-606-23040-4 2015年10月20日閲覧。
20. ↑  Critchley, Hugo D. (April 2002). “Book Review: Electrodermal Responses: What Happens in the Brain”. Neuroscientist 8 (2):  132–142. doi:10.1177/107385840200800209. PMID 11954558 2015年4月27日閲覧。.
21. ↑  Alterman, Ben. “Services Provided”. 2015年8月28日閲覧。
22. ↑  Birjandtalab, J.; Cogan, D.; Pouyan, M. B.; Nourani, M. (2016-10-01). A Non-EEG Biosignals Dataset for Assessment and Visualization of Neurological Status. 110–114. doi:10.1109/SiPS.2016.27. ISBN 978-1-5090-3361-4
23. ↑  Yang, X; McCoy, E (November 2021). “The effects of traveling in different transport modes on galvanic skin response (GSR) as a measure of stress: An observational study”. Environment International 156:  106764. doi:10.1016/j.envint.2021.106764. ISSN 0160-4120. PMID 34273874.
24. ↑  Pflanzer, Richard. “Galvanic Skin Response and the Polygraph”.   BIOPAC Systems, Inc.. 2014年12月18日時点のオリジナルよりアーカイブ。2017年8月18日閲覧。
25. ↑  Brad Graham; Kathy McGowan (2009). Mind Performance Projects for the Evil Genius: 19 Brain-Bending Bio Hacks (illustrated ed.). McGraw Hill Professional. p. 31. ISBN 978-0-07-162392-6
26. ↑  Munsters, Josanne; Wallström, Linda; Ågren, Johan; Norsted, Torgny; Sindelar, Richard (January 2012). “Skin conductance measurements as pain assessment in newborn infants born at 22–27weeks gestational age at different postnatal age” (英語). Early Human Development 88 (1):  21–26. doi:10.1016/j.earlhumdev.2011.06.010. PMID 21764228.